# Daiju Matsumoto
Daiju Matsumoto (松本 大樹 Matsumoto Daiju?), född 9 december 1977 i Gunma prefektur, är en japansk före detta fotbollsspelare.
Matsumoto började sin karriär 1996 i Gamba Osaka. 2000 flyttade han till Omiya Ardija. Han avslutade karriären 2004.